# Dover (Nueva York)
Dover es un pueblo ubicado en el condado de Dutchess en el estado estadounidense de Nueva York. En el año 2000 tenía una población de 8565 habitantes y una densidad poblacional de 59 personas por km². Se encuentra al sureste del estado, junto a la frontera con Connecticut. Por este pueblo, pasa el famoso Sendero de los Apalaches.

## Geografía
Dover se encuentra ubicado en las coordenadas 41°41′22″N 73°34′51″O / 41.68944, -73.58083. Según la Oficina del Censo, la ciudad tiene un área total de 145,9 km² (56,3 mi²), de la cual 144,3 km² (55,7 mi²) es tierra y 1,7 km² (0,7 mi²) (1.14%) es agua.

## Demografía
Según la Oficina del Censo en 2000 los ingresos medios por hogar en la localidad eran de $50,361, y los ingresos medios por familia eran $57,979. Los hombres tenían unos ingresos medios de $40,885 frente a los $28,542 para las mujeres. La renta per cápita para la localidad era de $21,250. Alrededor del 8.4% de la población estaban por debajo del umbral de pobreza.